# Nothing Can Save Us Now
Nothing Can Save Us Now, pubblicato nel 2011, è il secondo album della band alternative rock/post-grunge americana Deepfield.
Sei dei tredici brani in esso contenuti erano stati precedentemente pubblicati dal gruppo nel Limited Release EP uscito a settembre del 2009.

## Tracce
1. Blow It Away (Just To Feel) (4:31)
2. Nothing Left to Lose (4:21) (anche EP 2009)
3. Wherever You Are (Stream Of Passion Cover) (3:55)
4. Nothing Can Save Us Now (3:06)
5. These Words (4:15) (anche EP 2009)
6. Give Until It Hurts (4:45) (anche EP 2009)
7. So Far Away (4:00) (anche EP 2009)
8. Drifting (3:33)
9. The Waiting (4:00)
10. American Dream (3:46) (anche EP 2009)
11. A Penny For Your Thoughts (3:41)
12. Shiner (3:40) (anche EP 2009)
13. Between the Devil and the Deep Blue Sea (4:30)

## Formazione
- Baxter Teal – voce, chitarra ritmica
- Aron Robinson – batteria, percussioni
- Sean von Tersch – chitarra solista
- PJ Farley – basso, cori